# 天王道悟
天王道悟禪師（737年—818年），俗姓崔，渚宮（今湖北江陵）人，唐代禪宗祖師，相傳為馬祖道一門下。
經後人考證，實際上並沒有天王道悟此人，可能是由天皇道悟誤傳而成。

## 生平
道悟禪師十五歲時，依長沙寺曇翥律師出家。二十三歲至嵩山受具足戒。
三十三歲時拜訪石頭希遷，未悟。後至南陽，拜謁慧忠國師。
三十五歲時，與慧忠國師的侍者應真，前往洪州拜訪馬祖道一，言下大悟。後回到荊州，住持天王寺。
元和十三年四月示寂，世寿八十二，法腊六十三。